# Gesetz über die unternehmerischen Sorgfaltspflichten in Lieferketten
Das Gesetz über die unternehmerischen Sorgfaltspflichten in Lieferketten ist ein deutsches Bundesgesetz, das am 11. Juni 2021 vom Bundestag verabschiedet und am 22. Juli 2021 im Bundesgesetzblatt veröffentlicht wurde.
Dabei handelt es sich um ein Artikelgesetz, mit dem
- das Lieferkettensorgfaltspflichtengesetz eingeführt wurde (Artikel 1)
- das Gesetz gegen Wettbewerbsbeschränkungen, das Wettbewerbsregistergesetz und das Betriebsverfassungsgesetz geändert wurden (Artikel 2 bis 4) und
- das Inkrafttreten der neuen gesetzlichen Regelungen bestimmt wurde (Artikel 5).

## Weblink
- Fundstelle im Bundesgesetzblatt: BGBl. 2021 I, S. 2959